# صومعه (تربت حیدریه)
صومعه (تربت حیدریه)، روستایی از توابع بخش مرکزی شهرستان تربت حیدریه در استان خراسان رضوی ایران است.

## جمعیت
این روستا در دهستان بالاولایت قرار دارد و براساس سرشماری مرکز آمار ایران در سال 1391، جمعیت آن 3505 نفر(1200خانوار) بوده‌است.